# Лани, Элиаш
Элиаш Лани (словац. Eliáš Láni, венг. Lányi Illés, псевдоним: Петрус Печиус, Petrus Petschius; 1570 или 1575, Словенске-Правно, Турчьянске-Теплице — 5 ноября 1618, Битча) — словацкий поэт, религиозный писатель и церковный сановник.

## Семья
- сыновья: Даниэль Лани младший, Изак Лани, Грегор Лани, Захариаш Лани
- жена: Зузана, урождённая Таморисциова (Tamorisciová).

## Биография
Образование получил в Турце и Стражках. После завершения обучения остался в Стражках, в 1595 году работал учителем, в 1596 году преподавал в Елшаве, в 1597 году — в Мошовцах, где также был лютеранским священником. В 1602 году избран турчанским сеньором, в 1608 году служил придворным проповедником в Битче, в 1609 году стал тренчинским сеньором, а в 1610 году - первым суперинтендантом Битчанского района (по Оравскому, Липтовскому и Тренчинскому приходам).
Выдающийся деятель европейской Реформации, один из основателей словацкой евангелической церкви. Вёл борьбу за идейную унификацию евангелической церкви. Основатель печатной гомилетической литературы. Его поэтическое творчество занимает исключительное положение в истории словацкой барочной поэзии.
Последние годы жизни Элиаш Лани провёл в городе Банска-Бистрица, где написал свои самые известные песни и где умер в 1618 году.

## Творчество
На творчество Лани большое влияние оказала его деятельность священника. Он писал как религиозные полемические сочинения, так и проповеди, стихи и духовные песни. Из его поэтического творчества сохранился только фрагмент, содержащий несколько духовных песен и текстов, опубликованных в работах других авторов. Почти все его сохранившиеся произведения также попали в сборник песен Cithara sanctorum. В стихах Элиаша Лани прослеживается чувство одиночества, смирения и преданности Богу.

## Произведения

### Стихи и песни
- Bože Otče nás nebeský, песня
- Ač mne Pán Bůh ráčí trestati
- Ač jest mé srdce smutné
- Takliž já předce v úzkosti
- Buď, Bože můj, sám sudce
- Jezu, přispěj k spomožení, авторство спорно

### Другие работы
- 1595 — Štít kresťanskej slobody v používaní obradov, menovite obrazov (Scutum libertatis christaianae in usu ceremoniarum, nominatim autem imaginum), полемика
- 1599 — Obrana kresťanskej slobody v používaní obrazov (Defensio libertatis chirstianae in usu imaginum historico)
- 1612 — Kladivo na pápežský kyjak (Malleus peniculi papisici)
- 1612 — Katechismus D. M. Luthera z německého jazyka na slovenský preložený od trech super attendetův
- 1617 — Kázání pohřební. Při pohřbu...p. Jiřího Thurzy

## Внешние ссылки
- Полные тексты произведений Элиаша Лани
- OSUD VKMIK – источник, на котором основано содержание данной статьи.